# اچ‌ام‌اس روبوک (۱۶۹۰)
اچ‌ام‌اس روبوک (۱۶۹۰) (به انگلیسی: HMS Roebuck (1690)) یک کشتی بود که طول آن ۹۶ فوت (۲۹ متر) بود.